# Jimmy Reece
James „Jimmy“ Reece (* 17. November 1929 in Oklahoma City, Oklahoma; † 28. September 1958 in Trenton, New Jersey) war ein US-amerikanischer Autorennfahrer.

## Karriere
Jimmy Reece fuhr zwischen 1952 und 1958 in 58 Rennen der AAA-National-Serie. Als beste Platzierung erreichte er viermal einen zweiten Rang. 1954 wurde er Vierter der Meisterschaft. 
Sechsmal war er in dieser Zeit auch bei den 500 Meilen von Indianapolis am Start. 1952 gab er sein Debüt auf einem Kurtis Kraft 4000 und beendete das Rennen an der siebten Stelle. Seine beste Platzierung erreichte er 1958, als er Sechster wurde. Beim ersten Start zu diesem Rennen war er in den tödlichen Unfall von Pat O’Connor verwickelt. Da die 500 Meilen von Indianapolis von 1950 bis 1960 zur Weltmeisterschaft der Formel 1 zählten, stehen bei Reece auch sechs Starts bei dieser Rennserie in den Statistiken. Punkte konnte er nicht erzielen. 
Reece verunglückte 1958 bei AAA-National-Rennen in Trenton tödlich.

## Statistik

### Indy-500-Ergebnisse
| Jahr | Startnr. | Start | Qual (km/h) | Ergebnis | Runden | Führung | Ausfall  |
| ---- | -------- | ----- | ----------- | -------- | ------ | ------- | -------- |
| 1952 | 37       | 23    | 215,617     | 7        | 200    | 0       |          |
| 1954 | 25       | 7     | 222,568     | 17       | 194    | 0       |          |
| 1955 | 5        | 15    | 225,272     | 33       | 10     | 0       | Antrieb  |
| 1956 | 26       | 21    | 229,922     | 9        | 200    | 0       |          |
| 1957 | 5        | 6     | 228,506     | 18       | 182    | 0       | Gaspedal |
| 1958 | 16       | 3     | 234,155     | 6        | 200    | 0       |          |

| Legende  | Legende            | Legende                                                          |
| Farbe    | Abkürzung          | Bedeutung                                                        |
| -------- | ------------------ | ---------------------------------------------------------------- |
| Gold     | –                  | Sieg                                                             |
| Silber   | –                  | 2. Platz                                                         |
| Bronze   | –                  | 3. Platz                                                         |
| Grün     | –                  | Platzierung in den Punkten                                       |
| Blau     | –                  | Klassifiziert außerhalb der Punkteränge                          |
| Violett  | DNF                | Rennen nicht beendet (did not finish)                            |
| Violett  | NC                 | nicht klassifiziert (not classified)                             |
| Rot      | DNQ                | nicht qualifiziert (did not qualify)                             |
| Rot      | DNPQ               | in Vorqualifikation gescheitert (did not pre-qualify)            |
| Schwarz  | DSQ                | disqualifiziert (disqualified)                                   |
| Weiß     | DNS                | nicht am Start (did not start)                                   |
| Weiß     | WD                 | zurückgezogen (withdrawn)                                        |
| Hellblau | PO                 | nur am Training teilgenommen (practiced only)                    |
| Hellblau | TD                 | Freitags-Testfahrer (test driver)                                |
| ohne     | DNP                | nicht am Training teilgenommen (did not practice)                |
| ohne     | INJ                | verletzt oder krank (injured)                                    |
| ohne     | EX                 | ausgeschlossen (excluded)                                        |
| ohne     | DNA                | nicht erschienen (did not arrive)                                |
| ohne     | C                  | Rennen abgesagt (cancelled)                                      |
| ohne     | keine WM-Teilnahme |                                                                  |
| sonstige | P/fett             | Pole-Position                                                    |
| sonstige | 1/2/3/4/5/6/7/8    | Punktplatzierung im Sprint-/Qualifikationsrennen                 |
| sonstige | SR/kursiv          | Schnellste Rennrunde                                             |
| sonstige | *                  | nicht im Ziel, aufgrund der zurückgelegten Distanz aber gewertet |
| sonstige | ()                 | Streichresultate                                                 |
| sonstige | unterstrichen      | Führender in der Gesamtwertung                                   |